# Camptomastix exuvialis
Camptomastix exuvialis là một loài bướm đêm trong họ Crambidae.